# Przenosza
Przenosza – wieś w Polsce położona w województwie małopolskim, w powiecie limanowskim, w gminie Dobra.

W latach 1975–1998 miejscowość położona była w województwie nowosądeckim.
| SIMC    | Nazwa           | Rodzaj    |
| ------- | --------------- | --------- |
| 0424585 | Dolna Przenosza | część wsi |
| 0424591 | Glińce          | część wsi |
| 0424600 | Klimkówka       | część wsi |
| 0424616 | Szlagówka       | część wsi |
| 0424622 | Więcygóra       | część wsi |

## Położenie
Jest to niewielka miejscowość położona w Beskidzie Wyspowym, na wschodnich stokach Wierzbanowskiej Przełęczy. Przez Przenoszę przepływa rzeka Stradomka, która tutaj, pod Wierzbanowską Przełęczą ma źródła. Pola i zabudowania Przenoszy znajdują się w dolinie Stradomki, oraz na zboczach otaczających ją gór; od północnej strony jest to Ciecień, od południowej Wierzbanowska Góra, Szklarnia i Dzielec.